# Kabatkowie
Kabatkowie (kasz. Kabatkòwie) – kontrowersyjna i nieużywana obecnie nazwa kaszubskiej grupy etnograficznej, której przedstawiciele mieszkali na obszarze na południe od jeziora Łebsko. Posługiwali się dialektem północnokaszubskim (gwarą słowińską).
Nazwa grupy wywodzi się od określenia kabat oznaczającego krótki kaftan. Nazwa została wprowadzona przez Aleksandra Hilferdinga w XIX w. jako określenie kaszubskich mieszkańców Główczyc i okolic. To określenie od początku było kwestionowane przez część uczonych, jako niemające uzasadnienia i szybko zostało zastąpione przez wprowadzoną również przez Hilferdinga nazwę Słowińcy (jako określenie luterańskich Kaszubów z okolic Łeby).